# Hülschotten
Hülschotten ist ein Ort in der Gemeinde Finnentrop nahe der Stadtgrenze von Plettenberg und der Grenze des Märkischen Kreis. Der Ort liegt rund vier Kilometer westlich von Finnentrop an der Kreisstraße 5. Hülschotten liegt an der nordwestlichen Grenze des Kreises Olpe.

## Geschichte
Der Ort Hülschotten wird erstmals in einer Urkunde des Pfarrarchivs Attendorn vom 1. September 1370 schriftlich erwähnt. Inhaltlich wird von einer Schenkung einer Juotte van Hulschoiten an das ab 1317 belegte Beginenhaus zu Attendorn berichtet. Weitere Schreibweisen des Ortsnamens waren unter anderem Hulßkotten, Hulscotten sowie (bis 1831) Hülskotten. Seine Herkunft bzw. Bedeutung wird mit markanten Vorkommen von Stechpalmen (lat. Ilex) erklärt, die in früherer Zeit vermehrt an den Hängen des Ebbesattel-Nordflügels wuchsen. Der erste Namensteil wird von ahd. hulis, huls für (Stech-)Hülse abgeleitet und bezieht sich auf den zuvor genannten Strauch; der zweite Teil steht für Kotten, eine gängige Bezeichnung für einen kleinen Hof abseits der dörflichen Gemeinschaft.
Im Schatzungsregister wurden 1536 in Hülschotten insgesamt fünf abgabepflichtige Bauern registriert.

## Vor- und Frühgeschichte
Erste Spuren menschlicher Präsenz reichen bis ins Neolithikum, wie Funde bearbeiteter Grauwacke, die 1936 im Hülsey bei Hülschotten gemacht wurden, darlegen. Von einer Besiedlung des Gebiets vor dem (späten) Mittelalter ist jedoch nicht auszugehen.

## Kapelle

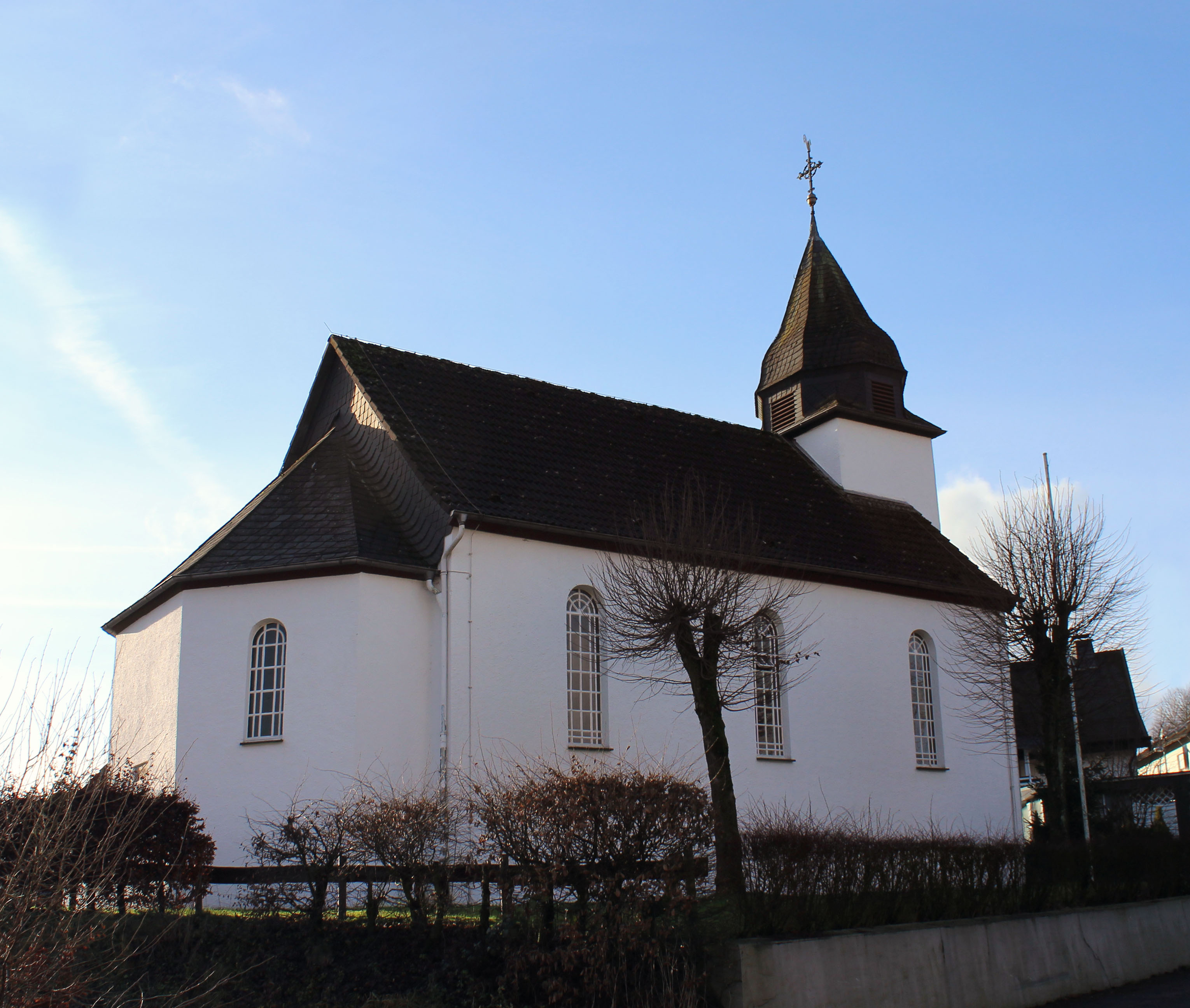
Marien-Kapelle Hülschotten, 2014

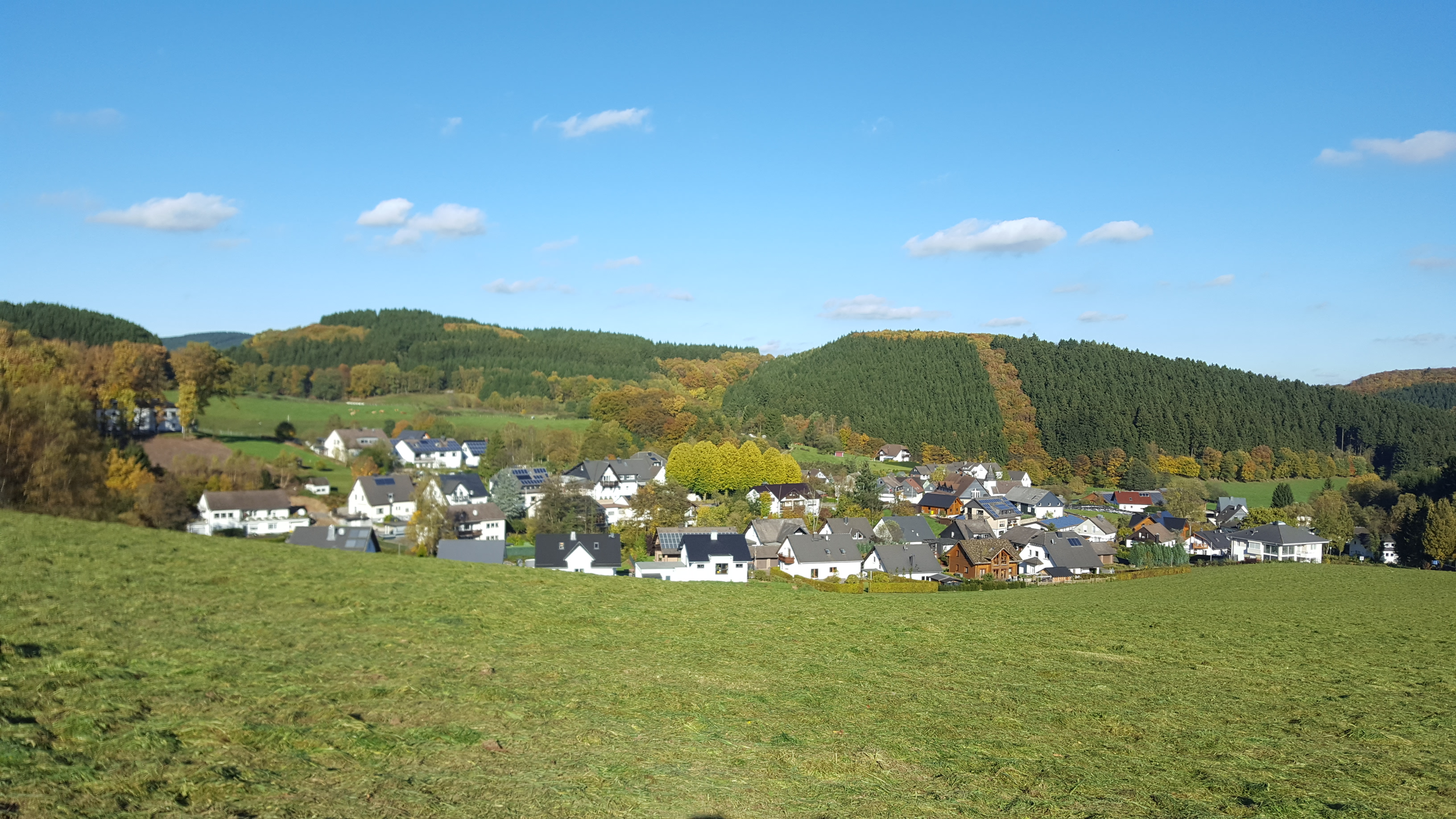
Hülschotten Oktober 2017

1628 errichtete man im Ort eine erste Kapelle. Die sogenannte Servatius-Kapelle wurde im Jahr 1856 bei einem Sturm zerstört und in Verbindung mit einem Schulhaus erneut errichtet. Bei einem Gottesdienst konnte man die Tür zum Schulzimmer öffnen um den Chorraum zu erweitern. 1859 erfolgte die Einweihung. Die Einwohner von Hülschotten beschlossen im Jahr 1922 eine neue Kapelle zu bauen. Am 11. Februar 1923 gründete man deshalb den Kapellenverein Hülschotten. Die Grundsteinlegung der heutigen Marien-Kapelle erfolgte 1923, vier Jahre später wurde die Kapelle eingeweiht. Diese wurde zur Jahrtausendwende aufwendig saniert. Heutzutage werden dort jeden Montag heilige Messen bzw. Abendlobe gefeiert.

## Vereinswesen
Das Dorfleben von Hülschotten ist deutlich durch die vier ansässigen Vereine geprägt. So wird jedes Jahr zu Pfingsten vom Heimat-Schützenverein Hülschotten e. V. das traditionelle Schützenfest gefeiert. Zur Karnevalszeit am 11.11. und zu den Hochtagen um Rosenmontag rum organisieren die Karnevalsfreunde Hülschotten von 1980 e. V. den örtlichen Karneval. Des Weiteren kümmert sich der Kapellenverein Hülschotten e. V. um die Erhaltung der Marien-Kapelle und der Sportverein „Blau-Weiß“ Hülschotten e. V. um die Erhaltung des Bolzplatzes oberhalb der Schützenhalle und richtet unter anderem diverse Sportkurse aus.